# Comuna Rila, Kiustendil
Rila (județul Rila) este o comună în regiunea Kiustendil din Bulgaria.

## Turism
Pe teritoriul său se află o serie de vârfuri ce depășesc 2000 m (Rileț (2,731 m), Yosifița (2,697 m), Kanarata (2,619 m), Zlia Zab (2,678 m), Kalin (2,667 m), Elenin Vrah (2,654 m), Țarev Vrah (2,378 m)) și 28 de lacuri.

## Demografie
Componența etnică a comunei Rila
     Romi (2,52%)
     Bulgari (92,07%)
     Nicio identificare (5,19%)
     Altele (0,51%)
La recensământul din 2011, populația comunei Rila era de 2.888 locuitori. Din punct de vedere etnic, majoritatea locuitorilor (92,07%) erau bulgari, cu o minoritate de romi (2,52%). Pentru 5,19% din locuitori nu este cunoscută apartenența etnică.